# Beaumont-en-Véron
Beaumont-en-Véron és un municipi francès, situat al departament de l'Indre i Loira i a la regió de Centre – Vall del Loira. L'any 2007 tenia 2.843 habitants.

## Demografia

### Població
El 2007 la població de fet de Beaumont-en-Véron era de 2.843 persones. Hi havia 1.116 famílies, de les quals 265 eren unipersonals (113 homes vivint sols i 152 dones vivint soles), 382 parelles sense fills, 411 parelles amb fills i 58 famílies monoparentals amb fills.
La població ha evolucionat segons el següent gràfic:
Habitants censats

### Habitatges
El 2007 hi havia 1.295 habitatges, 1.148 eren l'habitatge principal de la família, 70 eren segones residències i 76 estaven desocupats. 1.227 eren cases i 51 eren apartaments. Dels 1.148 habitatges principals, 841 estaven ocupats pels seus propietaris, 288 estaven llogats i ocupats pels llogaters i 19 estaven cedits a títol gratuït; 18 tenien una cambra, 58 en tenien dues, 162 en tenien tres, 293 en tenien quatre i 618 en tenien cinc o més. 910 habitatges disposaven pel capbaix d'una plaça de pàrquing. A 448 habitatges hi havia un automòbil i a 602 n'hi havia dos o més.

### Piràmide de població
La piràmide de població per edats i sexe el 2009 era:
| Homes | Edats   | Dones |
| ----- | ------- | ----- |
| 0     | 95 o +  | 0     |
| 0     | 90 a 94 | 4     |
| 8     | 85 a 89 | 16    |
| 12    | 80 a 84 | 16    |
| 32    | 75 a 79 | 36    |
| 40    | 70 a 74 | 60    |
| 52    | 65 a 69 | 56    |
| 56    | 60 a 64 | 48    |
| 84    | 55 a 59 | 92    |
| 88    | 50 a 54 | 68    |
| 124   | 45 a 49 | 88    |
| 176   | 40 a 44 | 128   |
| 132   | 35 a 39 | 132   |
| 104   | 30 a 34 | 88    |
| 88    | 25 a 29 | 68    |
| 60    | 20 a 24 | 48    |
| 100   | 15 a 19 | 112   |
| 128   | 10 a 14 | 88    |
| 76    | 5 a 9   | 92    |
| 56    | 0 a 4   | 56    |

## Economia
El 2007 la població en edat de treballar era de 1.932 persones, 1.349 eren actives i 583 eren inactives. De les 1.349 persones actives 1.216 estaven ocupades (678 homes i 538 dones) i 134 estaven aturades (55 homes i 79 dones). De les 583 persones inactives 203 estaven jubilades, 190 estaven estudiant i 190 estaven classificades com a «altres inactius».

### Ingressos
El 2009 a Beaumont-en-Véron hi havia 1.138 unitats fiscals que integraven 2.861,5 persones, la mediana anual d'ingressos fiscals per persona era de 19.979 €.

### Activitats econòmiques
Dels 76 establiments que hi havia el 2007, 2 eren d'empreses alimentàries, 1 d'una empresa de fabricació de material elèctric, 7 d'empreses de fabricació d'altres productes industrials, 17 d'empreses de construcció, 12 d'empreses de comerç i reparació d'automòbils, 2 d'empreses de transport, 7 d'empreses d'hostatgeria i restauració, 4 d'empreses financeres, 3 d'empreses immobiliàries, 8 d'empreses de serveis, 11 d'entitats de l'administració pública i 2 d'empreses classificades com a «altres activitats de serveis».
Dels 21 establiments de servei als particulars que hi havia el 2009, 1 era una oficina de correu, 2 tallers de reparació d'automòbils i de material agrícola, 4 paletes, 3 guixaires pintors, 3 fusteries, 3 lampisteries, 2 electricistes, 1 perruqueria, 1 restaurant i 1 agència immobiliària.
Dels 5 establiments comercials que hi havia el 2009, 2 eren fleques, 1 una botiga de roba, 1 una botiga de mobles i 1 una botiga de material de revestiment de parets i terra.
L'any 2000 a Beaumont-en-Véron hi havia 32 explotacions agrícoles que ocupaven un total de 704 hectàrees.

## Equipaments sanitaris i escolars
El 2009 hi havia 1 farmàcia i 2 ambulàncies.
El 2009 hi havia 1 escola maternal i 1 escola elemental.

## Poblacions més properes
El següent diagrama mostra les poblacions més properes.